# Thomas Vana
Thomas Vana (* 9. Oktober 1972) ist ein ehemaliger deutscher Fußballspieler.

## Karriere
In der Jugend spielte Vana für die SpVgg Velbert. 1995 kam er zum damaligen Zweitligisten MSV Duisburg, mit dem er aufstieg. Drei Jahren in der Bundesliga folgten wieder vier Spielzeiten in der zweiten Liga. Insgesamt bestritt Thomas Vana für die Zebras 50 Erstligaspiele (drei Tore) sowie 70 Zweitligaspiele, in denen er sechs Tore erzielte.
1998 stand er im Endspiel um den DFB-Pokal.